# FC Mariúpol
El Fútbol Club Mariúpol (en ucraniano: Футбо́льний клуб Маріу́поль, en ruso: Футбо́льный клуб Мариу́поль) fue un club de fútbol profesional de Mariúpol, Ucrania, fundado en 1960. El equipo disputó sus partidos como local en el estadio Illichivets y jugó en la Liga Premier de Ucrania. El club tiene un convenio de colaboración con el FK Shajtar Donetsk. El equipo desapareció en 2022.

## Historia
El equipo fue llamado previamente FC Metalurh Mariúpol, que cambió su nombre a Illichivets durante las vacaciones de invierno de la temporada 2002-03. Antes de eso, el Azovets Mariúpol había cambiado su nombre por el Metalurh durante las vacaciones de invierno de la temporada 1995-96. El equipo Azovets se creó en 1960 tras la reforma del equipo Avanhard Zhdanov cuando otro equipo, el Shajtar Rutchenkove había sido admitido. El Avanhard, a su vez, se había establecido en 1936.
El Illichivets descendió a la Persha Liha en la temporada 2006-07 después de terminar 15º (de 16). Sin embargo, regresaron a la Liga Premier de Ucrania en la temporada siguiente después de terminar como campeones de la liga 2007-08.

## Palmarés
- Persha Liha (2): 2007–08, 2016-17
- Druha Liha (1): 1995–96

## Participación en competiciones de la UEFA
| Temporada | Torneo             | Ronda             | Club           | Casa      | Visita | Global |
| --------- | ------------------ | ----------------- | -------------- | --------- | ------ | ------ |
| 2004–05   | UEFA Cup           | 1ª Clasificatoria | Banants        | 2–0       | 2–0    | 4–0    |
| 2004–05   | UEFA Cup           | 2ª Clasificatoria | Austria Wien   | 0–0       | 0–3    | 0–3    |
| 2018–19   | UEFA Europa League | 2ª Clasificatoria | Djurgårdens IF | 2–1 (aet) | 1–1    | 3–2    |
| 2018–19   | UEFA Europa League | 3ª Clasificatoria | Bordeaux       | 1–3       | 1–2    | 2–5    |
| 2019–20   | UEFA Europa League | 3ª Clasificatoria | AZ             | 0–0       | 0–4    | 0–4    |

## Entrenadores
| - Tibor Popovich (1968–69) - Ivan Boboshko (1969) - Vladimir Salkov (1970–71) - Yuriy Zacharov (1971–72) - Ivan Volkov (1973) - G. Petrosjan (1973–??) - Oleksandr Malakucki (19??–87) - Yuriy Zacharov (1987–88) - Mykola Holovko (1988–89) - Yuriy Kerman (1989–94) - Volodymyr Muntyan (1995) - Anatoliy Kuksov (1995) - Yuriy Pohrebnyak (1995–97) - Volodymyr Kuzovlev (1997) - Mykola Pavlov (1997–04) - Ivan Balan (2004–07) - Oleksandr Chervonyi (2007) - Yuriy Kerman (2007) | - Semen Altman (2007) - Ivan Balan (interino) (diciembre de 2007) - Oleksandr Ischenko (2008) - Ilya Bliznyuk (2008–10) - Oleksandr Volkov (interino) (2010) - Valeriy Yaremchenko (2010–11) - Ihor Leonov (2011–12) - Mykola Pavlov (2012-2015) - Valeriy Kriventsov (2015-2016) - Oleksandr Sevidov (2016-2017) - Oleksandr Babych (2017-) |